# رصدخانه ملی ایران

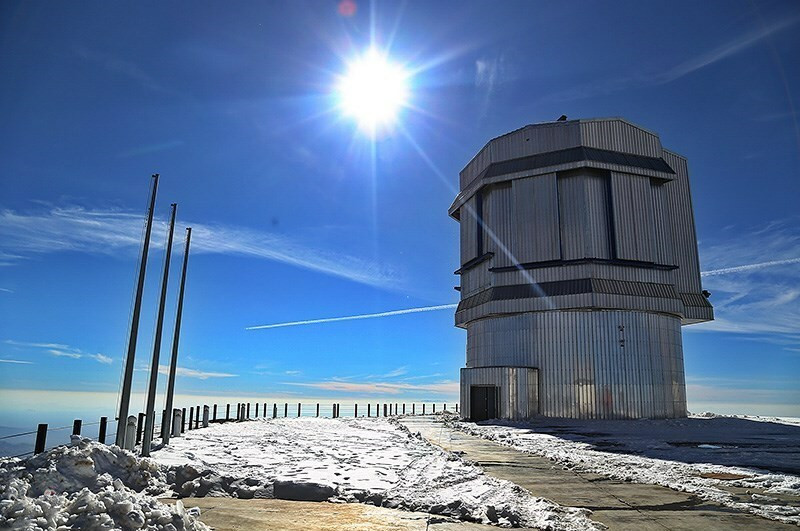

رصدخانهٔ ملّی ایران در ۳۳ کیلومتری جنوب‌غرب کاشان و ۱۲ کیلومتری غرب قمصر و ۷ کیلومتری شمال‌شرق شهر کامو و چوگان و در قلهٔ ۳٬۶۰۰ متری گرگش دومین قله مرتفع رشته‌کوه کرکس ساخته شده‌است. گنبد تلسکوپ و سازهٔ تلسکوپ در قله نصب شده‌است.

## پیشینه
اندیشهٔ داشتن یک رصدخانهٔ بزرگ در مقیاس جهانی برای کشور از انقلاب ۱۳۵۷ مطرح بود. پیشنهاد ساخت یک رصدخانهٔ 
بزرگ برای کشور به عنوان یک آزمایشگاه علمی ملی، به‌طور جدی و رسمی، در کمیته نجوم و اخترفیزیک انجمن فیزیک ایران مطرح شد. در سال ۱۳۷۷ مطرح شد. در این سال رصدخانهٔ ملی به عنوان یکی از دو طرح کلان پژوهشی در شورای پژوهش‌های علمی مطرح و تصویب شد و در سال ۱۳۷۸ مرحلهٔ مکان‌یابی رصدخانهٔ ملی در قالب یک طرح پژوهشی دانشگاهی توسط کمیته مکانیابی با مدیریت سعداله نصیری قیداری عضو هیئت علمی وقت دانشگاه زنجان در دانشگاه تحصیلات تکمیلی زنجان آغاز شد.
با کوشش‌های رضا منصوری، استاد فیزیک و اخترشناس ایرانی و معاون پژوهشی وقت وزارت علوم، یوسف ثبوتی استاد فیزیک و اخترفیزیک دانشگاه تحصیلات تکمیلی زنجان و با همکاری علمی تعدادی از منجمین و اساتید فیزیک کشور در روزهای پایانی سال ۱۳۸۲ طرح رصدخانهٔ ملی ایران به عنوان یک طرح علمی با بودجهٔ مستقل در هیئت دولت تصویب شد ولی به دلایل مختلف، بودجه‌ای در سال بعد به آن اختصاص نیافت. لکن فرایند مکانیابی شامل مطالعات هواشناسی و بررسی امکانات محلی و همچنین طراحی و ساخت دستگاه دیدسنج نجومی، اندازه‌گیری پارامتر دید نجومی در سراسر کشور توسط کمیته مذکور و با حمایت دانشگاه تحصیلات تکمیلی زنجان بدون وقفه ادامه یافت. با روی کار آمدن دولت محمود احمدی‌نژاددر سال ۱۳۸۴ اجرای طرح مکانیابی با حمایت مالی پژوهشگاه دانشهای بنیادی که منجر به تعیین مکان احداث رصد خانه در سال ۱۳۸۷ شد، ادامه یافت لکن بقیه فعالیتهای اجرایی این طرح متوقف شد تا اینکه با دستور سید علی خامنه‌ای و تخصیص یک اعتبار در سال ۱۳۸۸ کار طراحی و ساخت‌وساز رصدخانه در عمل آغاز شد.
از آن زمان تاکنون، طراحی مقدماتی تلسکوپ به پایان رسیده، آینهٔ اصلی تلسکوپ با قطر سه‌ونیم متر خریداری و تراش و پولیش شده، محل ساخت رصدخانه در قلهٔ گرگش کاشان تسطیح و راه ارتباطی آن تقریباً تکمیل شده و حداقل یکی از قطعات اصلی تلسکوپ در داخل ایران طراحی و ساخته شده‌است که مجموع این کارها تا شهریور ۱۳۹۳ چیزی در حدود ۲۹ درصد از کل عملیات لازم برای تکمیل طرح را شامل می‌شود.

## مکان‌یابی
مکان‌یابی رصدخانهٔ ملی ایران با مدیریت سعداله نصیری قیداری بخش آغازین و فاز اول اجرای این طرح بود که از سال ۱۳۷۸ آغاز و در سال ۱۳۸۷ به پایان رسید. با مطالعات هواشناسی بر اساس اطلاعات ماهوره ای و ایستگاه‌های سینوپتیک سراسر کشور، در بازه ۲۵ الی ۵۰ سال اخیر شامل ابرناکی، سرعت و جهت باد غالب، رطوبت نسبی، غبار، تعداد روزهای آفتابی در سال و همچنین وضعیت سازه زمین‌شناسی، لرزه‌نگاری و فعالیت و تعداد گسلها، دسترسی محلی به برق، مخابرات، آب، چهار استان خراسان جنوبی، کرمان، اصفهان و قم انتخاب و بفیه استانها حذف شدند. این کار تا سال ۱۳۸۲ به طول انجامید. در این سال با طراحی و ساخت دیدسنج نجومی (DIMM: Differential Image Motion Monitor) با همکاری مؤثر احمد دررودی همکار عضو هیئت علمی دانشگاه زنجان و عضو کمیته مکانیابی و تکثیر آن به پنج دستگاه و کالیبره کردن آنها با دستگاه مستقر در دانشگاه تحصیلات تکمیلی در علوم پایه زنجان اندازه‌گیری دید نجومی آسمان چهار استان فوق آغاز شد. با این کار مرحله مهم فرایند مکانیابی شروع شد. استقرار در قله‌های نهایی در چهار استان فوق با احداث جاده در مسیرهای صعب العبور و ساختمان برای اسکان تیم‌های رصدی بود که کار دشوار و پرهزینه ای بود. پس از دو سال اندازه‌گیری مستمر و همزمان پارامتر دید در قله‌های سردر کرمان، مزارکاهی جنوب استان خراسان، دینوای قم و کلاه برفی کاشان، قله مزارکاهی بیرجند و پس از دو سال دیگر قله سردر کرمان از لیست گزینه‌ها حذف شدند. نهایتاً قله دینوای قم و کلاه برفی کاشان با اختلاف کمی در وضعیت دیدشان انتخاب شدند. در این مرحله بررسی آلودگی نوری با فیلترهای استاندارد خاص و وضعیت غبار با تجهیزات لیدار (که توسط حمیدرضا خالصی فرد عضو هیئت علمی دانشگاه تحصیلات تکمیلی زنجان برای اهداف پژوهشی دیگری راه اندازی شده بود)، نیز برای این دو قله انجام شد. در آخرین مرحله با همکاری حبیب خسروشاهی که در سال ۱۳۸۷ به این طرح پیوسته بود قله گرکش کاشان با ارتفاع ۳۶۰۰ متر برای احداث رصدخانه ملی ایران جانمایی شد. قابل ذکر است که طرح مکانیابی رصدخانه ملی برای یک تلسکوپ سه متری اولین تجربه در کشور ایران بود که پژوهش‌های لازم برای آن در غالب ۸ پایان‌نامه کارشناسی ارشد و یک رساله دکتری در طول ۹ سال بومی سازی شد و البته در این طول اجرای آن از مشورتهای پروفسور مارک سارازین مکان‌یاب رصدخانه ESO بزرگ‌ترین رصدخانه حهان بهره‌مند بوده‌ایم.
بر اساس تغییرات اعمال شده در طرح توسعهٔ این سایت در سال ۱۳۹۵ تلسکوپ ۳٫۴ متری و سایر تجهیزات به‌صورت مرکزی کنترل و مدیریت می‌شوند. پشتیبانی از سایت از رصدسرا که در ۷ کیلومتری شمال‌شرق شهر کامو قرار دارد انجام می‌شود. رصدسرا شامل بخش‌های پژوهشی، کارگاه‌ها و اقامتگاه‌ها و همچنین سایر تجهیزات رصدی در دیگر طول موج‌هایی است که لزوماً نیازمند نصب در نقاط مرتفع نیستند.
قله گرگش در محدوده جغرافیایی کامو و از نظر تقسیمات کشوری در حریم روستای کامو واقع شده‌است.

## تلسکوپ
نخستین تلسکوپ رصدخانهٔ ملی ایران تلسکوپ ۳٫۴ متری با اپتیک کاسیگرین ریچی-کرتن است. قطر آینهٔ اصلی ۳٫۴ متر و قطر آینهٔ دوم ۶۰ سانتی‌متر است. این تلسکوپ توسط مهندسان رصدخانهٔ ملی ایران به‌طور کامل طراحی و در یکی از کارخانجات صنعتی ساخته می‌شود. آینه‌های تلسکوپ و سایر تجهیزات مورد نیاز تحویل رصدخانهٔ ملی ایران شده‌است. پایهٔ تلسکوپ از نوع سمتی-ارتفاعی است و می‌تواند با دقت بسیار بالا (کسری از ثانیهٔ قوسی) اجرام آسمانی را دنبال کند.

## مدیریت پروژه و طراحی
مدیریت ساخت این رصدخانه با دکتر حبیب خسروشاهی استاد تمام و عضو هیئت علمی نجوم پژوهشگاه دانش‌های بنیادی است. وی در سال ۱۳۸۷ به پروژهٔ رصدخانهٔ ملی ایران پیوست و تاکنون سرپرستی مدیریت علمی این طرح را بر عهده دارد. او از سال ۱۳۹۴ مجری این طرح است. این رصد خانه درسال ۱۴۰۰ به بهره‌برداری رسید.

## اهمیت طرح
طراحی و ساخت و بهره‌برداری از یک رصدخانهٔ بزرگ افزون‌بر تأثیری که بر توسعهٔ علمی کشور و بالابردن جایگاه علمی ایران در منطقه و جهان دارد، موجب پا گرفتن و رشد برخی از صنایع و فناوری‌های پیشرفته در کشور می‌شود که تا پیش از آن شناختی از آن وجود نداشته‌است. به عنوان مثال از تأثیر این طرح در انتقال دانش و دسترسی به فناوری‌هایی که تاکنون در ایران وجود نداشته، به بومی شدن دانش و فناوری مکانیابی رصدخانه‌های بزرگ و همچنین به ساخت نخستین یاتاقان‌های هیدرو استاتیک برای حرکت دقیق و نرم تلسکوپ اشاره می‌کنند. این یاتاقان‌ها به دلیل دقت زیاد و ظرفیت تحمل بار بالا می‌توانند کاربردهای زیادی در صنایع مختلف داشته باشند و ایران را از واردات چنین قطعات گران‌قیمتی بی‌نیاز کنند. سر ریز فناوری به صنعت، تجربه مدیریت طرح‌های کلان و فرابخشی در کنار کسب تجربه بی‌سابقه در آزمون‌های تجهیزات اپتیکی بزرگ از جمله تبعات مثبت اجرای این طرح است.

## وضعیت کنونی
در شهریور ۱۳۹۳ به گفتهٔ مجری طرح و به دلیل پرداخت نشدن بودجه، طرح رصدخانهٔ ملی ایران در آستانهٔ تعطیلی قرار گرفت. آینهٔ اصلی تلسکوپ که در سال ۱۳۸۹ سفارش داده شده بود در ۳ اسفند ۱۳۹۳ وارد کشور شد و در مراسمی با حضور رضا منصوری مجری طرح، محمّد فرهادی وزیر علوم، تحقیقات و فناوری، محمدجواد لاریجانی رئیس پژوهشگاه دانش‌های بنیادی، سورنا ستاری معاون علمی و فناوری وقت رئیس‌جمهور، سعداله نصیری قیداری مدیر کمیته مکانیابی و معاون حقوقی وزارت علوم، تحقیقات و فناوری، حبیب خسروشاهی معاون علمی طرح، عباسعلی منصوری آرانی نمایندهٔ کاشان و آران و بیدگل و نمایندهٔ نطنز و قمصر در محل پژوهشگاه دانش‌های بنیادی رونمایی شد.
در بهار ۱۳۹۴، سورنا ستاری معاون علمی و فناوری رئیس‌جمهور از قلهٔ گرگش واقع در شهر کامو و از سامانهٔ اندازه‌گیری خودکار دید نجومی و روند احداث جاده بازدید کرد.
در بهمن ۱۳۹۴ دکتر محمدجواد لاریجانی طی حکمی دکتر حبیب خسروشاهی را به عنوان مجری طرح رصدخانهٔ ملی ایران جایگزین دکتر رضا منصوری کرد و بدین ترتیب روند اتمام طراحی و ساخت رصدخانهٔ ملی ایران شتاب گرفت.
طبق اعلام مجری رصدخانهٔ ملی ایران ساخت بنای ثابت محفظه تلسکوپ ۳٫۴ متری، محوطه‌سازی و ساختمان عملیات و لایه‌نشانی رصدخانهٔ ملی از تیرماه ۱۳۹۶ آغاز شده‌است. 
عملیات ساختمانی قلهٔ گرگش  واقع در شهر کامو و نصب بخش عمدهٔ گنبد تلسکوپ رصدخانهٔ ملی ایران در آبان ۱۳۹۹ به پایان رسید. رصدخانهٔ ملی ایران در سال ۱۴۰۰ به بهره‌برداری رسید.
در ۲۳ مهر ۱۴۰۱ اولین بار رسماً تلسکوپ راه اندازی و تصاویر دریافت شده منتشر شد.
در تابستان ۱۴۰۳، برای اولین بار در تاریخ نجوم، کاوش هاله ستاره ای حول کهکشان M33 به روش تصویربرداری فراعمیق پهن باند (ultra-deep broad-band imaging) توسط ابزار نجومی رصدخانه ملی ایران (the Iranian National Observatory Lens Array (INOLA)) انجام پذیرفت و ایران پس از چند قرن، دوباره به جمع تولید کنندگان روزآمد علوم رصدی _هر چند به صورت جزئی_ بازگشت.